# 3gp
3gp är ett mediaformat som är utvecklat av 3GPP (3rd Generation Partnership Project) som är en samarbetsorganisation där olika telekomföretag ingår. 
3gp är en förenklad version av Mp4, anpassad för mobila enheter. Den möjliggör musiklyssning (AMR-NB, AAC-LC, AMR-WB, and AMR-WB+) eller filmvisning (MPEG-4 Part 2, H.263, MPEG –4 Part 10, H.264) i mobiltelefoner eller handdatorer.
Innan smartphone-mobiltelefonernas intåg, så användes .3gp som format att spara t.ex. kamerainspelningar som gjorts med mobiltelefonen, eller för videofiler som skulle användas på en mobiltelefon.
Även om formatet bäst passade för att nyttjas på mobila enheter, så går det än idag att även spela upp dessa filer på andra enheter som har stöd för mediaspelare som kan hantera formatet, till exempel VLC på en dator.